# Campeonato de los Países Bajos de ajedrez
El campeonato de los Países Bajos de ajedrez se lleva celebrando desde el siglo XIX. Sus primeras ediciones fueron en Ámsterdam en 1851 y en Nimega en 1858. La Federación Neerlandesa de Ajedrez se fundó en 1873. Desde ese momento el Campeonato de los Países Bajos pasó a celebrarse anualmente. Los primeros jugadores neerlandeses en destacar fueron Maarten van't Kruijs y Jonkheer Dirk van Foreest. No alcanzaron fama internacional ya que nunca participaron en torneos en el extranjero.

## Años previos a 1909
Aunque el torneo se estableció oficialmente en 1909, se celebraron torneos extraoficiales desde el año 1873.
| #  | Año  | Ciudad       | Ganador                         |
| -- | ---- | ------------ | ------------------------------- |
| 1  | 1873 | The Hague    | Henry (H.W.B.) Gifford          |
| 2  | 1874 | Ámsterdam    | Adrianus (A.A.G.) de Lelie      |
| 3  | 1875 | Róterdam     | Henry (H.W.B.) Gifford          |
| 4  | 1876 | Gouda        | Julius (J.G.C.A.) de Vogel      |
| 5  | 1877 | The Hague    | Ansel Polak Daniels             |
| 6  | 1878 | Ámsterdam    | Maarten van 't Kruijs           |
| 7  | 1879 | Róterdam     | Charles (C.E.A.) Dupré          |
| 8  | 1880 | Gouda        | Henry Edward Bird               |
| 9  | 1881 | The Hague    | Levi Benima                     |
| 10 | 1882 | The Hague    | Christiaan Messemaker           |
| 11 | 1883 | Róterdam     | Levi Benima                     |
| 12 | 1884 | Gouda        | Christiaan Messemaker           |
| 13 | 1885 | The Hague    | Dirk van Foreest                |
| 14 | 1886 | Utrecht      | Dirk van Foreest                |
| 15 | 1887 | Ámsterdam    | Dirk van Foreest                |
| 16 | 1888 | Róterdam     | Rudolf Loman                    |
| 17 | 1889 | Gouda        | Arnold van Foreest              |
| 18 | 1890 | The Hague    | Rudolf Loman                    |
| 19 | 1891 | Utrecht      | Rudolf Loman                    |
| 20 | 1892 | Ámsterdam    | Robbert van den Bergh           |
| 21 | 1893 | Groningen    | Arnold van Foreest Rudolf Loman |
| 22 | 1894 | Róterdam     | Rudolf Loman                    |
| 23 | 1895 | Arnhem       | Adolf Georg Olland              |
| 24 | 1896 | Leiden       | Dirk Bleijkmans                 |
| 25 | 1897 | Utrecht      | Rudolf Loman                    |
| 26 | 1898 | The Hague    | Jan Diderik Tresling            |
| 27 | 1899 | Ámsterdam    | Henry Ernest Atkins             |
| 28 | 1900 | Groningen    | Gerard Oskam                    |
| 29 | 1901 | Haarlem      | Adolf Georg Olland              |
| 30 | 1902 | Róterdam     | Arnold van Foreest              |
| 31 | 1903 | Hilversum    | Paul Saladin Leonhardt          |
| 32 | 1904 | Leeuwarden   | Dirk Bleijkmans                 |
| 33 | 1905 | Scheveningen | Frank James Marshall            |
| 34 | 1906 | Arnhem       | Bernard Wolff Beffie            |
| 35 | 1907 | Utrecht      | Jan Willem te Kolsté            |
| 36 | 1908 | Haarlem      | Jan F. Esser                    |

## Lista de campeones de los Países Bajos de ajedrez
El campeonato oficial se estableció en 1909 como torneo bienal con doce jugadores, jugando una liga de todos contra todos (sistema Round-robin). En 1970 se estableció que los cinco primeros puestos clasificaban para el siguiente campeonato nacional, otro jugador era nominado por un comité de selección, y los seis restantes provenían de torneos de clasificación previos. Los Grandes Maestros podían participar sin ninguna clasificación previa. En 1970 se instituyó el campeonato anual. El campeonato femenino comenzó en 1935.
| Año  | Ciudad                        | Ganador                  | Ganadora                             |
| ---- | ----------------------------- | ------------------------ | ------------------------------------ |
| 1909 | Leiden                        | Adolf Georg Olland       |                                      |
| 1912 | Delft                         | Rudolf Loman             |                                      |
| 1913 | Ámsterdam                     | Johannes Esser           |                                      |
| 1919 | La Haya                       | Max Marchand             |                                      |
| 1921 | Nimega                        | Max Euwe                 |                                      |
| 1924 | Ámsterdam                     | Max Euwe                 |                                      |
| 1926 | Utrecht                       | Max Euwe                 |                                      |
| 1929 | Ámsterdam                     | Max Euwe                 |                                      |
| 1933 | La Haya                       | Max Euwe                 |                                      |
| 1935 |                               |                          | Catharina Roodzant                   |
| 1936 | Róterdam                      | Salo Landau              | Catharina Roodzant                   |
| 1937 |                               |                          | Fenny Heemskerk                      |
| 1938 | Ámsterdam                     | Max Euwe                 | Catharina Roodzant                   |
| 1939 | partida Euwe - Landau         | Max Euwe                 | Fenny Heemskerk                      |
| 1942 | partida Euwe - van den Hoek   | Max Euwe                 |                                      |
| 1946 |                               |                          | Fenny Heemskerk                      |
| 1947 | partida                       | Max Euwe                 |                                      |
| 1948 | partida Euwe - van Scheltinga | Max Euwe                 | Fenny Heemskerk                      |
| 1950 | Ámsterdam                     | Max Euwe                 | Fenny Heemskerk                      |
| 1952 | Enschede                      | Max Euwe                 | Fenny Heemskerk                      |
| 1954 | Ámsterdam                     | Jan Hein Donner          | Fenny Heemskerk                      |
| 1955 |                               | Max Euwe                 |                                      |
| 1956 |                               |                          | Fenny Heemskerk                      |
| 1957 | Ámsterdam                     | Jan Hein Donner          |                                      |
| 1958 | Ámsterdam                     | Jan Hein Donner          | Fenny Heemskerk                      |
| 1960 |                               |                          | Corry Vreeken                        |
| 1961 | La Haya                       | Hiong Liong Tan          | Fenny Heemskerk                      |
| 1962 |                               |                          | Corry Vreeken                        |
| 1963 | La Haya                       | Frans Kuijpers           |                                      |
| 1964 |                               |                          | Corry Vreeken                        |
| 1965 | La Haya                       | Lodewijk Prins           |                                      |
| 1966 |                               |                          | Corry Vreeken                        |
| 1967 | Zierikzee                     | Hans Ree                 |                                      |
| 1968 |                               |                          | Ingrid Tuk                           |
| 1969 | Leeuwarden                    | Hans Ree                 |                                      |
| 1970 | Leeuwarden                    | Eddy Scholl              | Corry Vreeken                        |
| 1971 | Leeuwarden                    | Hans Ree                 | Rie Timmer                           |
| 1972 | Leeuwarden                    | Coen Zuidema             | Rie Timmer                           |
| 1973 | Leeuwarden                    | Genna Sosonko            | Ada van der Giessen                  |
| 1974 | Leeuwarden                    | Jan Timman               | Cathy van der Mije                   |
| 1975 | Leeuwarden                    | Jan Timman               | Erika Belle                          |
| 1976 | Leeuwarden                    | Jan Timman               | Cathy van der Mije                   |
| 1977 | Leeuwarden                    | Víktor Korchnói          | Cathy van der Mije                   |
| 1978 | Leeuwarden                    | Jan Timman Genna Sosonko | Cathy van der Mije                   |
| 1979 | Leeuwarden                    | Gert Ligterink           | Cathy van der Mije                   |
| 1980 | Leeuwarden                    | Jan Timman               | Erika Belle                          |
| 1981 | Leeuwarden                    | Jan Timman               | Erika Belle                          |
| 1982 | Ámsterdam                     | Hans Ree                 | Carla Bruinenberg                    |
| 1983 | Hilversum                     | Jan Timman               | Carla Bruinenberg                    |
| 1984 | Hilversum                     | John van der Wiel        | Carla Bruinenberg Heleen de Greef    |
| 1985 | Hilversum                     | Paul van der Sterren     | Jessica Harmsen Hanneke van Parreren |
| 1986 | Hilversum                     | John van der Wiel        | Heleen de Greef                      |
| 1987 | Hilversum                     | Jan Timman               | Jessica Harmsen                      |
| 1988 | Hilversum                     | Rudy Douven              | Jessica Harmsen                      |
| 1989 | Hilversum                     | Riny Kuijf               | Mariette Drewes                      |
| 1990 | Hilversum                     | Jeroen Piket             | Renate Limbach                       |
| 1991 | Eindhoven                     | Jeroen Piket             | Anne Marie Benschop                  |
| 1992 | Eindhoven                     | Jeroen Piket             | Erika Sziva                          |
| 1993 | Eindhoven                     | Paul van der Sterren     | Iwona Bos-Swiecik                    |
| 1994 | Ámsterdam                     | Jeroen Piket             | Erika Sziva                          |
| 1995 | Ámsterdam                     | Ivan Sokolov             | Marisca Kouwenhoven                  |
| 1996 | Ámsterdam                     | Jan Timman               | Erika Sziva                          |
| 1997 | Róterdam                      | Predrag Nikolić          | Peng Zhaoqin                         |
| 1998 | Róterdam                      | Ivan Sokolov             | Erika Sziva                          |
| 1999 | Róterdam                      | Predrag Nikolić          | Erika Sziva                          |
| 2000 | Róterdam                      | Loek van Wely            | Peng Zhaoqin                         |
| 2001 | Leeuwarden                    | Loek van Wely            | Peng Zhaoqin                         |
| 2002 | Leeuwarden                    | Loek van Wely            | Peng Zhaoqin                         |
| 2003 | Leeuwarden                    | Loek van Wely            | Peng Zhaoqin                         |
| 2004 | Leeuwarden                    | Loek van Wely            | Peng Zhaoqin                         |
| 2005 | Leeuwarden                    | Loek van Wely            | Peng Zhaoqin                         |
| 2006 | Hilversum                     | Sergei Tiviakov          | Peng Zhaoqin                         |
| 2007 | Hilversum                     | Sergei Tiviakov          | Peng Zhaoqin                         |
| 2008 | Hilversum                     | Jan Smeets               | Peng Zhaoqin                         |
| 2009 | Haaksbergen                   | Anish Giri               | Peng Zhaoqin                         |
| 2010 | Eindhoven                     | Jan Smeets               | Peng Zhaoqin                         |
| 2011 | Boxtel                        | Anish Giri               | Peng Zhaoqin                         |
| 2012 | Ámsterdam                     | Anish Giri               | Tea Lanchava                         |
| 2013 | Ámsterdam                     | Dimitri Reinderman       | Lisa Schut                           |
| 2014 | Ámsterdam                     | Loek van Wely            | Anne Haast                           |
| 2015 | Ámsterdam                     | Anish Giri               | Anne Haast                           |

## Jugadores con más títulos
- Doce veces campeón: Euwe.
- Nueve veces campeón: Timman.
- Seis veces campeón: Van Wely.
- Cuatro veces campeón: Ree, Piket.
- Tres veces campeón: Donner.
- Dos veces campeón: Sosonko, Van der Wiel, Van der Sterren, Sokolov, Nikolic, Jan Smeets.

Veintiséis participaciones consecutivas: Van der Wiel.